# Todd Leigh
Todd Leigh ist ein US-amerikanischer Schauspieler und Filmschaffender.

## Leben
Sein Schauspieldebüt gab Leigh 2002 im Fernsehfilm The Outsider. 2003 spielte er im Spielfilm Gegen den Strom und im Fernsehfilm Tempted mit. 2006 folgte eine kleinere Rollenbesetzung im Film The Marine. Drei Jahre später verkörperte er mit der Rolle des Spencer eine größere Rolle in der Filmkomödie 18-Year-Old-Virgin. 2011 folgten Besetzungen in den beiden Spielfilmen Where the Road Meets the Sun und Hit List sowie 2012 in A Beer Tale. Nach Mitwirkungen in drei Kurzfilmen im Jahr 2014 spielte er eine der Hauptrollen im Fernsehfilm Dirty, Clean, & Inbetween. Er agierte zusätzlich als Produzent. Im selben Jahr war er am Film Relived als Schauspieler und Filmproduzent beteiligt. Als einer der Hauptdarsteller war er 2021 in House of Inequity zu sehen.

## Filmografie (Auswahl)

### Schauspiel
- 2002: The Outsider (Fernsehfilm)
- 2003: Gegen den Strom (Swimming Upstream)
- 2003: Tempted (Fernsehfilm)
- 2006: The Marine
- 2009: 18-Year-Old-Virgin
- 2011: Where the Road Meets the Sun
- 2011: Hit List
- 2012: A Beer Tale
- 2014: Transcendence (Kurzfilm)
- 2014: GOT Anonymous (Kurzfilm)
- 2014: Phrogging (Kurzfilm)
- 2017: Dirty, Clean, & Inbetween (Fernsehfilm)
- 2017: Relived
- 2021: House of Inequity

### Filmschaffender
- 2014: GOT Anonymous (Kurzfilm; Produktion, Regie)
- 2014: Phrogging (Kurzfilm; Produktion, Regie)
- 2017: Dirty, Clean, & Inbetween (Fernsehfilm; Produktion)
- 2017: Relived (Produktion)